# Giải bóng đá Hạng Nhì Quốc gia 1999–2000
Giải bóng đá Hạng Nhì Quốc gia 1999–2000 là mùa giải thứ tư của Giải bóng đá Hạng Nhì Quốc gia với tư cách là giải thi đấu bóng đá cấp câu lạc bộ cao thứ 2 trong hệ thống các giải bóng đá Việt Nam (sau giải Hạng Nhất Quốc gia) do Liên đoàn bóng đá Việt Nam tổ chức và quản lý. Giải đấu khởi tranh vào ngày 19 tháng 12 năm 1999 và kết thúc vào ngày 26 tháng 7 năm 2000 với 20 đội tham dự.

## Các đội bóng
| Đội bóng           | Địa điểm                       | Sân vận động | Sức chứa |
| ------------------ | ------------------------------ | ------------ | -------- |
| An Giang           | Long Xuyên, An Giang           | An Giang     | 10.000   |
| Bình Dương         | Thủ Dầu Một, Bình Dương        | Gò Đậu       |          |
| Bình Định          | Quy Nhơn, Bình Định            | Quy Nhơn     |          |
| Bình Thuận         | Phan Thiết, Bình Thuận         | Bình Thuận   |          |
| Bưu điện           |                                | Yên Bái      |          |
| Than Quảng Ninh    | Quảng Ninh                     | Quảng Ninh   |          |
| Đường sắt Việt Nam | Đống Đa, Hà Nội                | Hà Nội       | 25.000   |
| Gia Lai            | Pleiku, Gia Lai                | Pleiku       | 15.000   |
| Đắk Lắk            | Buôn Ma Thuột, Đắk Lắk         | Đắk Lắk      |          |
| Kon Tum            |                                |              |          |
| Quân khu 3         | Thành phố Hải Dương, Hải Dương | Hải Dương    |          |
| Quảng Ngãi         | Thị xã Quảng Ngãi, Quảng Ngãi  | Quảng Ngãi   |          |
| Quảng Nam          | Tam Kỳ, Quảng Nam              | Quảng Nam    |          |
| Hải Quan           | Quận 10, TP.HCM                | Thống Nhất   |          |
| Tiền Giang         | Mỹ Tho, Tiền Giang             | Tiền Giang   |          |
| Quân khu 7         | Tân Bình, TP.HCM               | Quân khu 7   |          |
| Cần Thơ            | Ninh Kiều, Cần Thơ             | Cần Thơ      | 50.000   |
| Trà Vinh           | Thị xã Trà Vinh, Trà Vinh      | Trà Vinh     |          |
| Đồng Nai           | Biên Hòa, Đồng Nai             | Đồng Nai     |          |
| Quân khu 9         | Bình Thủy, Cần Thơ             | Quân khu 9   |          |

## Thể thức thi đấu
20 đội bóng tham dự được chia thành hai khu vực riêng biệt, thi đấu vòng tròn hai lượt. Đội dẫn đầu của mỗi khu vực sẽ thi đấu trận chung kết để tranh ngôi vô địch. Bốn đội đứng đầu mỗi khu vực sẽ cùng với bốn đội xếp cuối giải hạng Nhất 1999–2000 tạo thành giải bóng đá hạng Nhất mới với 12 đội, còn lại tiếp tục thi đấu ở hạng Nhì. Tuy nhiên, sau khi đội Vĩnh Long ở giải hạng Nhất bị kỷ luật xuống hạng Nhì, một trận đấu play-off giữa hai đội đứng thứ năm đã được bổ sung để xác định đội giành quyền thi đấu ở giải hạng Nhất mùa sau.

## Bảng xếp hạng
| VT | Đội                | ST | T  | H | B | BT | BB | HS  | Đ  | Giành quyền tham dự                 |
| -- | ------------------ | -- | -- | - | - | -- | -- | --- | -- | ----------------------------------- |
| 1  | Bình Định          | 18 | 11 | 4 | 3 | 27 | 10 | +17 | 37 | Trận chung kết và hạng Nhất 2000–01 |
| 2  | Than Quảng Ninh    | 18 | 10 | 5 | 3 | 23 | 19 | +4  | 35 | Hạng Nhất 2000–01                   |
| 3  | Đường sắt Việt Nam | 18 | 10 | 4 | 4 | 26 | 14 | +12 | 34 | Hạng Nhất 2000–01                   |
| 4  | Gia Lai            | 18 | 9  | 4 | 5 | 29 | 19 | +10 | 31 | Hạng Nhất 2000–01                   |
| 5  | Đắk Lắk            | 18 | 6  | 6 | 6 | 19 | 14 | +5  | 24 | Play-off thăng hạng Nhất 2000–01    |
| 6  | Bưu điện           | 18 | 5  | 5 | 8 | 15 | 21 | −6  | 20 | Hạng Nhì 2001                       |
| 7  | Kon Tum            | 18 | 5  | 4 | 9 | 14 | 22 | −8  | 19 | Hạng Nhì 2001                       |
| 8  | Quân khu 3         | 18 | 4  | 5 | 9 | 11 | 19 | −8  | 17 | Hạng Nhì 2001                       |
| 9  | Quảng Ngãi         | 18 | 2  | 8 | 8 | 12 | 20 | −8  | 14 | Hạng Nhì 2001                       |
| 10 | Quảng Nam          | 18 | 2  | 7 | 9 | 9  | 27 | −18 | 13 | Hạng Nhì 2001                       |

| VT | Đội        | ST | T  | H | B  | BT | BB | HS  | Đ  | Giành quyền tham dự                 |
| -- | ---------- | -- | -- | - | -- | -- | -- | --- | -- | ----------------------------------- |
| 1  | Hải Quan   | 18 | 11 | 7 | 0  | 25 | 6  | +19 | 40 | Trận chung kết và hạng Nhất 2000–01 |
| 2  | An Giang   | 18 | 9  | 7 | 2  | 23 | 15 | +8  | 34 | Hạng Nhất 2000–01                   |
| 3  | Bình Dương | 18 | 9  | 5 | 4  | 24 | 16 | +8  | 32 | Hạng Nhất 2000–01                   |
| 4  | Tiền Giang | 18 | 9  | 4 | 5  | 25 | 16 | +9  | 31 | Hạng Nhất 2000–01                   |
| 5  | Quân khu 7 | 18 | 7  | 3 | 8  | 24 | 22 | +2  | 24 | Play-off thăng hạng Nhất 2000–01    |
| 6  | Cần Thơ    | 18 | 7  | 3 | 8  | 21 | 14 | +7  | 24 | Hạng Nhì 2001                       |
| 7  | Trà Vinh   | 18 | 6  | 4 | 8  | 14 | 18 | −4  | 22 | Hạng Nhì 2001                       |
| 8  | Đồng Nai   | 18 | 5  | 4 | 9  | 23 | 25 | −2  | 19 | Hạng Nhì 2001                       |
| 9  | Bình Thuận | 18 | 3  | 3 | 12 | 18 | 33 | −15 | 12 | Hạng Nhì 2001                       |
| 10 | Quân khu 9 | 18 | 2  | 4 | 12 | 15 | 46 | −31 | 10 | Hạng Nhì 2001                       |

## Lịch thi đấu và kết quả

### Lịch thi đấu

#### Khu vực 1

##### Vòng 1
| 19 tháng 12 năm 1999 | Kon Tum                 | 1–0      | Đường sắt Việt Nam |  |  |
|                      | Lê Mạnh Hùng 60' (l.n.) | Chi tiết |                    |  |  |

| 19 tháng 12 năm 1999 | Gia Lai            | 1–1      | Quân khu 3            | Pleiku, Gia Lai      |  |
|                      | Nguyễn Văn Đàn 60' | Chi tiết | Nguyễn Quang Hùng 14' | Sân vận động: Pleiku |  |

| 19 tháng 12 năm 1999 | Đắk Lắk | 0–0      | Than Quảng Ninh | Buôn Ma Thuột, Đắk Lắk |  |
|                      |         | Chi tiết |                 | Sân vận động: Đắk Lắk  |  |

| 19 tháng 12 năm 1999 | Bưu điện | 0–0      | Bình Định | Yên Bái               |  |
|                      |          | Chi tiết |           | Sân vận động: Yên Bái |  |

| 19 tháng 12 năm 1999 | Quảng Ngãi | 0–1      | Quảng Nam          | Thị xã Quảng Ngãi, Quảng Ngãi |  |
|                      |            | Chi tiết | Trần Ngọc Phúc 70' | Sân vận động: Quảng Ngãi      |  |

##### Vòng 2
| 22 tháng 12 năm 1999 | Kon Tum | 0–1      | Quân khu 3    |  |  |
|                      |         | Chi tiết | Mạnh Tiến 57' |  |  |

| 22 tháng 12 năm 1999 | Gia Lai             | 1–1      | Than Quảng Ninh | Pleiku, Gia Lai      |  |
|                      | Dương Minh Ninh 21' | Chi tiết | Anh Tuấn 40'    | Sân vận động: Pleiku |  |

| 22 tháng 12 năm 1999 | Đắk Lắk | 0–0      | Đường sắt Việt Nam | Buôn Ma Thuột, Đắk Lắk |  |
|                      |         | Chi tiết |                    | Sân vận động: Đắk Lắk  |  |

| 23 tháng 12 năm 1999 | Bưu điện | 0–0      | Quảng Nam | Yên Bái               |  |
|                      |          | Chi tiết |           | Sân vận động: Yên Bái |  |

| 23 tháng 12 năm 1999 | Bình Định | 2–0      | Quảng Ngãi | Quy Nhơn, Bình Định    |  |
|                      |           | Chi tiết |            | Sân vận động: Quy Nhơn |  |

##### Vòng 3
| 26 tháng 12 năm 1999 | Kon Tum       | 1–0      | Than Quảng Ninh |  |  |
|                      | Lê Tấn Tài 8' | Chi tiết |                 |  |  |

| 26 tháng 12 năm 1999 | Gia Lai         | 1–0      | Đường sắt Việt Nam | Pleiku, Gia Lai      |  |
|                      | Võ Tấn Thật 72' | Chi tiết |                    | Sân vận động: Pleiku |  |

| 26 tháng 12 năm 1999 | Đắk Lắk | 0–1      | Quân khu 3       | Buôn Ma Thuột, Đắk Lắk |  |
|                      |         | Chi tiết | Lê Hồng Dũng 23' | Sân vận động: Đắk Lắk  |  |

| 28 tháng 12 năm 1999 | Bưu điện      | 1–0      | Quảng Ngãi | Yên Bái               |  |
|                      | Công Minh 53' | Chi tiết |            | Sân vận động: Yên Bái |  |

| 28 tháng 12 năm 1999 | Quảng Nam                   | 2–3      | Bình Định                                  | Tam Kỳ, Quảng Nam       |  |
|                      | Văn Minh 42' · Thế Minh 70' | Chi tiết | Văn Hùng 4' · Ngọc Bảo 14' · Công Long 85' | Sân vận động: Quảng Nam |  |

##### Vòng 4
| 2 tháng 1 năm 2000 | Bình Định                                                         | 5–0      | Kon Tum | Quy Nhơn, Bình Định    |  |
|                    | Minh Mính 26', 63' · Văn Hiển 43' · Công Long 59' · Xuân Hùng 72' | Chi tiết |         | Sân vận động: Quy Nhơn |  |

| 2 tháng 1 năm 2000 | Quảng Ngãi  | 1–3      | Gia Lai                              | Thị xã Quảng Ngãi, Quảng Ngãi |  |
|                    | Văn Pho 36' | Chi tiết | Minh Ninh 2', 66' · Rơ Chăm Tiên 77' | Sân vận động: Quảng Ngãi      |  |

| 2 tháng 1 năm 2000 | Quảng Nam                        | 1–1      | Đắk Lắk          | Tam Kỳ, Quảng Nam       |  |
|                    | Nguyễn Cường 42' · Văn Quang 38' | Chi tiết | Lê Hồng Dũng 23' | Sân vận động: Quảng Nam |  |

| 2 tháng 1 năm 2000 | Đường sắt Việt Nam                   | 2–1      | Bưu điện      | Đống Đa, Hà Nội      |  |
|                    | Phú Lâm 63' · Thanh Sơn 90+' (ph.đ.) | Chi tiết | Ngọc Dũng 34' | Sân vận động: Hà Nội |  |

| 2 tháng 1 năm 2000 | Quảng Ninh                          | 2–1      | Quân khu 3    | Quảng Ninh               |  |
|                    | Nguyễn Văn Hùng 6' · Đình Quang 27' | Chi tiết | Hồng Dũng 32' | Sân vận động: Quảng Ninh |  |

##### Vòng 5
| 5 tháng 1 năm 2000 | Quảng Ngãi | 0–0      | Kon Tum | Thị xã Quảng Ngãi, Quảng Ngãi |  |
|                    |            | Chi tiết |         | Sân vận động: Quảng Ngãi      |  |

| 5 tháng 1 năm 2000 | Quảng Nam    | 1–1      | Gia Lai       | Tam Kỳ, Quảng Nam       |  |
|                    | Thế Minh 36' | Chi tiết | Minh Ninh 73' | Sân vận động: Quảng Nam |  |

| 5 tháng 1 năm 2000 | Bình Định | 0–0      | Đắk Lắk | Quy Nhơn, Bình Định    |  |
|                    |           | Chi tiết |         | Sân vận động: Quy Nhơn |  |

| 5 tháng 1 năm 2000 | Bưu điện | 0–1      | Quảng Ninh     | Yên Bái               |  |
|                    |          | Chi tiết | Đình Quang 13' | Sân vận động: Yên Bái |  |

| 5 tháng 1 năm 2000 | Quân khu 3 | 0–2      | Đường sắt Việt Nam                | Thành phố Hải Dương, Hải Dương |  |
|                    |            | Chi tiết | Nguyễn Công Vinh 1' · Phú Lâm 89' | Sân vận động: Hải Dương        |  |

##### Vòng 6
| 9 tháng 1 năm 2000 | Quảng Nam | 0–1      | Kon Tum       | Tam Kỳ, Quảng Nam       |  |
|                    |           | Chi tiết | Gia Thịnh 12' | Sân vận động: Quảng Nam |  |

| 9 tháng 1 năm 2000 | Bình Định                     | 2–1      | Gia Lai   | Quy Nhơn, Bình Định    |  |
|                    | Minh Mính 16' · Công Long 64' | Chi tiết | Thanh Hải | Sân vận động: Quy Nhơn |  |

| 9 tháng 1 năm 2000 | Quảng Ngãi                  | 2–0      | Đắk Lắk | Thị xã Quảng Ngãi, Quảng Ngãi |  |
|                    | Văn Pho 12' · Vang Minh 70' | Chi tiết |         | Sân vận động: Quảng Ngãi      |  |

| 9 tháng 1 năm 2000 | Quân khu 3 | 0–0      | Bưu điện | Thành phố Hải Dương, Hải Dương |  |
|                    |            | Chi tiết |          | Sân vận động: Hải Dương        |  |

| 9 tháng 1 năm 2000 | Quảng Ninh          | 2–2      | Đường sắt Việt Nam         | Quảng Ninh               |  |
|                    | Đình Quang 51', 82' | Chi tiết | Thanh Sơn 6' · Sỹ Linh 21' | Sân vận động: Quảng Ninh |  |

##### Vòng 7
| 16 tháng 1 năm 2000 | Đường sắt Việt Nam                           | 3–2      | Bình Định                        | Đống Đa, Hà Nội      |  |
|                     | Quốc Trung 32' · Minh Đức 67' · Anh Dũng 79' | Chi tiết | Minh Mính 43' · Thanh Phương 85' | Sân vận động: Hà Nội |  |

| 16 tháng 1 năm 2000 | Quân khu 3 | 0–0      | Quảng Ngãi | Thành phố Hải Dương, Hải Dương |  |
|                     |            | Chi tiết |            | Sân vận động: Hải Dương        |  |

| 16 tháng 1 năm 2000 | Quảng Ninh          | 2–0      | Quảng Nam | Quảng Ninh               |  |
|                     | Đình Quang 53', 87' | Chi tiết |           | Sân vận động: Quảng Ninh |  |

| 16 tháng 1 năm 2000 | Gia Lai                                                                           | 5–2      | Bưu điện                      | Pleiku, Gia Lai      |  |
|                     | Tấn Thật 19' · Rơ Chăm Tiên 36' · Nguyên Phan 47' · Xuân Việt 72' · Thanh Hải 80' | Chi tiết | Ngọc Dũng 43' · Công Minh 66' | Sân vận động: Pleiku |  |

| 16 tháng 1 năm 2000 | Đắk Lắk             | 2–1      | Kon Tum       | Buôn Ma Thuột, Đắk Lắk |  |
|                     | Tuấn Phong 42', 46' | Chi tiết | Gia Thịnh 20' | Sân vận động: Đắk Lắk  |  |

##### Vòng 8
| 19 tháng 1 năm 2000 | Đường sắt Việt Nam | 0–0      | Quảng Ngãi | Đống Đa, Hà Nội      |  |
|                     |                    | Chi tiết |            | Sân vận động: Hà Nội |  |

| 19 tháng 1 năm 2000 | Quân khu 3    | 1–0      | Quảng Nam | Thành phố Hải Dương, Hải Dương |  |
|                     | Hồng Dũng 50' | Chi tiết |           | Sân vận động: Hải Dương        |  |

| 19 tháng 1 năm 2000 | Quảng Ninh     | 1–0      | Bình Định | Quảng Ninh               |  |
|                     | Đình Quang 81' | Chi tiết |           | Sân vận động: Quảng Ninh |  |

| 19 tháng 1 năm 2000 | Kon Tum       | 1–1      | Bưu điện       | Pleiku, Gia Lai      |  |
|                     | Xuân Dũng 51' | Chi tiết | Nhất Thống 82' | Sân vận động: Pleiku |  |

| 19 tháng 1 năm 2000 | Gia Lai         | 1–0      | Đắk Lắk | Buôn Ma Thuột, Đắk Lắk |  |
|                     | Nguyên Phan 90' | Chi tiết |         | Sân vận động: Đắk Lắk  |  |

##### Vòng 9
| 23 tháng 1 năm 2000 | Đường sắt Việt Nam            | 3–0      | Quảng Nam | Đống Đa, Hà Nội      |  |
|                     | Bá Linh 3' · Sỹ Linh 25', 35' | Chi tiết |           | Sân vận động: Hà Nội |  |

| 23 tháng 1 năm 2000 | Quân khu 3 | 0–1      | Bình Định   | Thành phố Hải Dương, Hải Dương |  |
|                     |            | Chi tiết | Vinh Sỹ 10' | Sân vận động: Hải Dương        |  |

| 23 tháng 1 năm 2000 | Quảng Ninh  | 1–0      | Quảng Ngãi | Quảng Ninh               |  |
|                     | Anh Tuấn 3' | Chi tiết |            | Sân vận động: Quảng Ninh |  |

| 23 tháng 1 năm 2000 | Kon Tum | 0–0      | Gia Lai       | Pleiku, Gia Lai      |  |
|                     |         | Chi tiết | Minh Ninh 61' | Sân vận động: Pleiku |  |

| 23 tháng 1 năm 2000 | Đắk Lắk                    | 0–0      | Bưu điện | Buôn Ma Thuột, Đắk Lắk |  |
|                     | Văn Thái 1' · Văn Hùng 79' | Chi tiết |          | Sân vận động: Đắk Lắk  |  |

##### Vòng 10
| 18 tháng 6 năm 2000 | Đường sắt Việt Nam | 2–0      | Kon Tum | Đống Đa, Hà Nội      |  |
|                     |                    | Chi tiết |         | Sân vận động: Hà Nội |  |

| 18 tháng 6 năm 2000 | Quảng Ninh | 3–2      | Đắk Lắk | Quảng Ninh               |  |
|                     |            | Chi tiết |         | Sân vận động: Quảng Ninh |  |

| 18 tháng 6 năm 2000 | Quân khu 3 | 0–1      | Gia Lai | Thành phố Hải Dương, Hải Dương |  |
|                     |            | Chi tiết |         | Sân vận động: Hải Dương        |  |

| 18 tháng 6 năm 2000 | Quảng Nam | 1–1      | Quảng Ngãi | Tam Kỳ, Quảng Nam       |  |
|                     |           | Chi tiết |            | Sân vận động: Quảng Nam |  |

| 18 tháng 6 năm 2000 | Bình Định | 2–1      | Bưu điện | Quy Nhơn, Bình Định    |  |
|                     |           | Chi tiết |          | Sân vận động: Quy Nhơn |  |

##### Vòng 11
| 25 tháng 6 năm 2000 | Đường sắt Việt Nam | 2–1      | Gia Lai | Đống Đa, Hà Nội      |  |
|                     |                    | Chi tiết |         | Sân vận động: Hà Nội |  |

| 25 tháng 6 năm 2000 | Quảng Ninh | 2–1      | Kon Tum | Quảng Ninh               |  |
|                     |            | Chi tiết |         | Sân vận động: Quảng Ninh |  |

| 25 tháng 6 năm 2000 | Quân khu 3 | 0–0      | Đắk Lắk | Thành phố Hải Dương, Hải Dương |  |
|                     |            | Chi tiết |         | Sân vận động: Hải Dương        |  |

| 25 tháng 6 năm 2000 | Quảng Ngãi | 0–0      | Bưu điện Việt Nam | Thị xã Quảng Ngãi, Quảng Ngãi |  |
|                     |            | Chi tiết |                   | Sân vận động: Quảng Ngãi      |  |

| 25 tháng 6 năm 2000 | Bình Định | 2–0      | Quảng Nam | Quy Nhơn, Bình Định    |  |
|                     |           | Chi tiết |           | Sân vận động: Quy Nhơn |  |

##### Vòng 12
| 25 tháng 6 năm 2000 | Đường sắt Việt Nam | 2–1      | Gia Lai | Đống Đa, Hà Nội      |  |
|                     |                    | Chi tiết |         | Sân vận động: Hà Nội |  |

| 25 tháng 6 năm 2000 | Quảng Ninh | 2–1      | Kon Tum | Quảng Ninh               |  |
|                     |            | Chi tiết |         | Sân vận động: Quảng Ninh |  |

| 25 tháng 6 năm 2000 | Quân khu 3 | 0–0      | Đắk Lắk | Thành phố Hải Dương, Hải Dương |  |
|                     |            | Chi tiết |         | Sân vận động: Hải Dương        |  |

| 25 tháng 6 năm 2000 | Quảng Ngãi | 0–0      | Bưu điện Việt Nam | Thị xã Quảng Ngãi, Quảng Ngãi |  |
|                     |            | Chi tiết |                   | Sân vận động: Quảng Ngãi      |  |

| 25 tháng 6 năm 2000 | Bình Định | 2–0      | Quảng Nam | Quy Nhơn, Bình Định    |  |
|                     |           | Chi tiết |           | Sân vận động: Quy Nhơn |  |

##### Vòng 13
| 2 tháng 7 năm 2000 | Kon Tum | 0–2      | Bình Định |  |
|                    |         | Chi tiết |           |  |

| 2 tháng 7 năm 2000 | Gia Lai | 3–0      | Quảng Ngãi | Pleiku, Gia Lai      |  |
|                    |         | Chi tiết |            | Sân vận động: Pleiku |  |

| 2 tháng 7 năm 2000 | Đắk Lắk | 5–0      | Quảng Nam | Buôn Ma Thuột, Đắk Lắk |  |
|                    |         | Chi tiết |           | Sân vận động: Đắk Lắk  |  |

| 2 tháng 7 năm 2000 | Bưu điện Việt Nam | 1–2      | Đường sắt Việt Nam | Yên Bái               |  |
|                    |                   | Chi tiết |                    | Sân vận động: Yên Bái |  |

| 2 tháng 7 năm 2000 | Quân khu 3 | 1–2      | Quảng Ninh | Thành phố Hải Dương, Hải Dương |  |
|                    |            | Chi tiết |            | Sân vận động: Hải Dương        |  |

##### Vòng 14
| 5 tháng 7 năm 2000 | Kon Tum | – | Quảng Ngãi | Hà Nội |  |
|                    |         |   |            |        |  |

| 5 tháng 7 năm 2000 | Gia Lai | – | Quảng Nam | Pleiku, Gia Lai      |
|                    |         |   |           | Sân vận động: Pleiku |

| 5 tháng 7 năm 2000 | Đắk Lắk | – | Bình Định | Buôn Ma Thuột, Đắk Lắk |
|                    |         |   |           | Sân vận động: Đắk Lắk  |

| 5 tháng 7 năm 2000 | Quảng Ninh | – | Bưu điện Việt Nam | Quảng Ninh               |
|                    |            |   |                   | Sân vận động: Quảng Ninh |

| 5 tháng 7 năm 2000 | Đường sắt Việt Nam | – | Quân khu 3 | Đống Đa, Hà Nội      |
|                    |                    |   |            | Sân vận động: Hà Nội |

##### Vòng 15
| 9 tháng 7 năm 2000 | Kon Tum | – | Quảng Nam |  |  |
|                    |         |   |           |  |  |

| 9 tháng 7 năm 2000 | Gia Lai | – | Bình Định | Pleiku, Gia Lai      |
|                    |         |   |           | Sân vận động: Pleiku |

| 9 tháng 7 năm 2000 | Đắk Lắk | – | Quảng Ngãi | Buôn Ma Thuột, Đắk Lắk |
|                    |         |   |            | Sân vận động: Đắk Lắk  |

| 9 tháng 7 năm 2000 | Bưu điện Việt Nam | – | Quân khu 3 | Yên Bái               |
|                    |                   |   |            | Sân vận động: Yên Bái |

| 9 tháng 7 năm 2000 | Đường sắt Việt Nam | – | Quảng Ninh | Đống Đa, Hà Nội      |
|                    |                    |   |            | Sân vận động: Hà Nội |

##### Vòng 16
| 16 tháng 7 năm 2000 | Bình Định | – | Đường sắt Việt Nam | Quy Nhơn, Bình Định    |
|                     |           |   |                    | Sân vận động: Quy Nhơn |

| 16 tháng 7 năm 2000 | Quảng Ngãi | – | Quân khu 3 | Thị xã Quảng Ngãi, Quảng Ngãi |
|                     |            |   |            | Sân vận động: Quảng Ngãi      |

| 16 tháng 7 năm 2000 | Quảng Nam | – | Quảng Ninh | Tam Kỳ, Quảng Nam       |
|                     |           |   |            | Sân vận động: Quảng Nam |

| 16 tháng 7 năm 2000 | Bưu điện Việt Nam | – | Gia Lai | Yên Bái               |
|                     |                   |   |         | Sân vận động: Yên Bái |

| 16 tháng 7 năm 2000 | Kon Tum | – | Đắk Lắk |  |  |
|                     |         |   |         |  |  |

##### Vòng 17
| 19 tháng 7 năm 2000 | Quảng Ngãi | – | Đường sắt Việt Nam | Thị xã Quảng Ngãi, Quảng Ngãi |
|                     |            |   |                    | Sân vận động: Quảng Ngãi      |

| 19 tháng 7 năm 2000 | Quảng Nam | – | Quân khu 3 | Tam Kỳ, Quảng Nam       |
|                     |           |   |            | Sân vận động: Quảng Nam |

| 19 tháng 7 năm 2000 | Bình Định | – | Quảng Ninh | Quy Nhơn, Bình Định    |
|                     |           |   |            | Sân vận động: Quy Nhơn |

| 19 tháng 7 năm 2000 | Bưu điện Việt Nam | – | Đắk Lắk | Yên Bái               |
|                     |                   |   |         | Sân vận động: Yên Bái |

| 19 tháng 7 năm 2000 | Gia Lai | – | Kon Tum | Pleiku, Gia Lai      |
|                     |         |   |         | Sân vận động: Pleiku |

##### Vòng 18
| 23 tháng 7 năm 2000 | Quảng Nam | – | Đường sắt Việt Nam | Tam Kỳ, Quảng Nam       |
|                     |           |   |                    | Sân vận động: Quảng Nam |

| 23 tháng 7 năm 2000 | Bình Định | – | Quân khu 3 | Quy Nhơn, Bình Định    |
|                     |           |   |            | Sân vận động: Quy Nhơn |

| 23 tháng 7 năm 2000 | Quảng Ngãi | – | Quảng Ninh | Thị xã Quảng Ngãi, Quảng Ngãi |
|                     |            |   |            | Sân vận động: Quảng Ngãi      |

| 23 tháng 7 năm 2000 | Bưu điện Việt Nam | – | Kon Tum | Yên Bái               |
|                     |                   |   |         | Sân vận động: Yên Bái |

| 23 tháng 7 năm 2000 | Đắk Lắk | – | Gia Lai | Buôn Ma Thuột, Đắk Lắk |
|                     |         |   |         | Sân vận động: Đắk Lắk  |

#### Khu vực 2

##### Vòng 1
| 19 tháng 12 năm 1999 | Bình Thuận                 | 2–1      | Tiền Giang       | Phan Thiết, Bình Thuận   |  |
|                      | Tân Kỳ 21' · Mộng Giao 67' | Chi tiết | Trường Giang 63' | Sân vận động: Bình Thuận |  |

| 19 tháng 12 năm 1999 | Đồng Nai | 0–1      | Hải Quan     | Biên Hòa, Đồng Nai     |  |
|                      |          | Chi tiết | Thanh Hải 3' | Sân vận động: Đồng Nai |  |

| 19 tháng 12 năm 1999 | Quân khu 7 | 0–1      | Bình Dương    | Tân Bình, TP.HCM         |  |
|                      |            | Chi tiết | Tấn Thông 27' | Sân vận động: Quân khu 7 |  |

| 19 tháng 12 năm 1999 | Trà Vinh                              | 3–0      | An Giang | Thị xã Trà Vinh, Trà Vinh |  |
|                      | Minh Đạt 46' · Anh Tuấn (15) 69', 76' | Chi tiết |          | Sân vận động: Trà Vinh    |  |

| 19 tháng 12 năm 1999 | Cần Thơ                                                               | 5–0      | Quân khu 9 | Ninh Kiều, Cần Thơ    |  |
|                      | Thanh Tùng 7', 32' · Huỳnh Long 46' · Thành Danh 81' · Thanh Ngôn 85' | Chi tiết |            | Sân vận động: Cần Thơ |  |

##### Vòng 2
| 22 tháng 12 năm 1999 | Đồng Nai    | 1–2      | Bình Dương         | Biên Hòa, Đồng Nai     |  |
|                      | Văn Tâm 54' | Chi tiết | Tấn Thông 72', 85' | Sân vận động: Đồng Nai |  |

| 22 tháng 12 năm 1999 | Trà Vinh | 0–0      | Quân khu 9 | Thị xã Trà Vinh, Trà Vinh |  |
|                      |          | Chi tiết |            | Sân vận động: Trà Vinh    |  |

| 22 tháng 12 năm 1999 | An Giang     | 1–0      | Cần Thơ | Long Xuyên, An Giang   |  |
|                      | Văn Biên 49' | Chi tiết |         | Sân vận động: An Giang |  |

| 22 tháng 12 năm 1999 | Quân khu 7 | 1–2      | Tiền Giang                   | Tân Bình, TP.HCM         |  |
|                      | Văn An 7'  | Chi tiết | Bình Nam 58' · Huy Cường 85' | Sân vận động: Quân khu 7 |  |

| 22 tháng 12 năm 1999 | Bình Thuận | 0–2      | Hải Quan                    | Phan Thiết, Bình Thuận   |  |
|                      |            | Chi tiết | Kim Phụng 52' · Đỗ Khải 77' | Sân vận động: Bình Thuận |  |

##### Vòng 3
| 26 tháng 12 năm 1999 | Trà Vinh     | 1–0      | Cần Thơ | Thị xã Trà Vinh, Trà Vinh |  |
|                      | Anh Tuấn 80' | Chi tiết |         | Sân vận động: Trà Vinh    |  |

| 26 tháng 12 năm 1999 | Quân khu 9 | 1–4      | An Giang                                             | Bình Thủy, Cần Thơ       |  |
|                      |            | Chi tiết | Thanh Nhân 3', 11' · Quốc Bảo 45' · Quang Thuyết 87' | Sân vận động: Quân khu 9 |  |

| 26 tháng 12 năm 1999 | Quân khu 7 | 0–2      | Hải Quan                      | Tân Bình, TP.HCM         |  |
|                      |            | Chi tiết | Thanh Hải 20' · Văn Thiện 32' | Sân vận động: Quân khu 7 |  |

| 26 tháng 12 năm 1999 | Đồng Nai | 0–1      | Tiền Giang   | Biên Hòa, Đồng Nai     |  |
|                      |          | Chi tiết | Bình Nam 77' | Sân vận động: Đồng Nai |  |

| 26 tháng 12 năm 1999 | Bình Thuận          | 1–3      | Bình Dương                        | Phan Thiết, Bình Thuận   |  |
|                      | Thanh Nhan (18) 23' | Chi tiết | Đại Ninh 19' · Tấn Thông 48', 52' | Sân vận động: Bình Thuận |  |

##### Vòng 4
| 2 tháng 1 năm 2000 | An Giang                      | 1–0      | Bình Thuận    | Long Xuyên, An Giang   |  |
|                    | Văn Hiến 58' · Thanh Nhạn 87' | Chi tiết | Thanh Sơn 44' | Sân vận động: An Giang |  |

| 2 tháng 1 năm 2000 | Cần Thơ        | 1–0      | Đồng Nai | Ninh Kiều, Cần Thơ    |  |
|                    | Huỳnh Long 22' | Chi tiết |          | Sân vận động: Cần Thơ |  |

| 2 tháng 1 năm 2000 | Quân khu 9 | 0–0      | Quân khu 7 | Bình Thủy, Cần Thơ       |  |
|                    |            | Chi tiết |            | Sân vận động: Quân khu 9 |  |

| 2 tháng 1 năm 2000 | Tiền Giang                         | 3–0      | Trà Vinh | Mỹ Tho, Tiền Giang       |  |
|                    | Bình Nam 38' · Minh Phong 50', 74' | Chi tiết |          | Sân vận động: Tiền Giang |  |

| 2 tháng 1 năm 2000 | Bình Dương    | 1–1      | Hải Quan      | Thủ Dầu Một, Bình Dương |  |
|                    | Quốc Việt 60' | Chi tiết | Thanh Hải 76' | Sân vận động: Gò Đậu    |  |

##### Vòng 5
| 5 tháng 1 năm 2000 | Cần Thơ       | 1–0      | Bình Thuận | Ninh Kiều, Cần Thơ    |  |
|                    | Thành Danh 8' | Chi tiết |            | Sân vận động: Cần Thơ |  |

| 5 tháng 1 năm 2000 | Quân khu 9     | 1–4      | Đồng Nai                                                     | Bình Thủy, Cần Thơ       |  |
|                    | Thanh Tuấn 24' | Chi tiết | Đức Mạnh 39' · Quang Huấn 45' · Anh Hùng 67' · Văn Tâm 90+1' | Sân vận động: Quân khu 9 |  |

| 5 tháng 1 năm 2000 | An Giang      | 1–1      | Quân khu 7    | Long Xuyên, An Giang   |  |
|                    | Tấn Thông 18' | Chi tiết | Thanh Sơn 44' | Sân vận động: An Giang |  |

| 5 tháng 1 năm 2000 | Trà Vinh | 0–0      | Bình Dương | Thị xã Trà Vinh, Trà Vinh |  |
|                    |          | Chi tiết |            | Sân vận động: Trà Vinh    |  |

| 5 tháng 1 năm 2000 | Hải Quan                   | 2–1      | Tiền Giang      | Quận 10, TP.HCM          |  |
|                    | Anh Thi 59' · Phi Long 87' | Chi tiết | Trường Giang 9' | Sân vận động: Thống Nhất |  |

##### Vòng 6
| 9 tháng 1 năm 2000 | Quân khu 9  | 1–1      | Bình Thuận     | Bình Thủy, Cần Thơ       |  |
|                    | Thế Hùng 8' | Chi tiết | Thanh Linh 82' | Sân vận động: Quân khu 9 |  |

| 9 tháng 1 năm 2000 | An Giang                   | 2–0      | Đồng Nai      | Long Xuyên, An Giang   |  |
|                    | Tấn Lợi 86' · Anh Tuấn 89' | Chi tiết | Thanh Sơn 44' | Sân vận động: An Giang |  |

| 9 tháng 1 năm 2000 | Cần Thơ | 0–1      | Quân khu 7 | Ninh Kiều, Cần Thơ    |  |
|                    |         | Chi tiết | Văn An     | Sân vận động: Cần Thơ |  |

| 9 tháng 1 năm 2000 | Hải Quan | 0–0      | Trà Vinh | Quận 10, TP.HCM          |  |
|                    |          | Chi tiết |          | Sân vận động: Thống Nhất |  |

| 9 tháng 1 năm 2000 | Bình Dương                   | 2–0      | Tiền Giang | Thủ Dầu Một, Bình Dương |  |
|                    | Tiểu Đạt 56' · Tấn Thông 80' | Chi tiết |            | Sân vận động: Gò Đậu    |  |

##### Vòng 7
| 15 tháng 1 năm 2000 | Tiền Giang | 0–0      | An Giang | Mỹ Tho, Tiền Giang       |  |
|                     |            | Chi tiết |          | Sân vận động: Tiền Giang |  |

| 15 tháng 1 năm 2000 | Hải Quan | 0–0      | Cần Thơ | Quận 10, TP.HCM          |  |
|                     |          | Chi tiết |         | Sân vận động: Thống Nhất |  |

| 15 tháng 1 năm 2000 | Đồng Nai | 0–1      | Trà Vinh     | Biên Hòa, Đồng Nai     |  |
|                     |          | Chi tiết | Tấn Phát 75' | Sân vận động: Đồng Nai |  |

| 15 tháng 1 năm 2000 | Quân khu 7 | 1–3      | Bình Thuận                                    | Tân Bình, TP.HCM         |  |
|                     | Văn An 1'  | Chi tiết | Mộng Giao 27' · Phi Hùng 62' · Thanh Linh 75' | Sân vận động: Quân khu 7 |  |

| 16 tháng 1 năm 2000 | Bình Dương                 | 2–0      | Quân khu 9 | Thủ Dầu Một, Bình Dương |  |
|                     | Văn Dũ 65' · Tấn Thông 85' | Chi tiết |            | Sân vận động: Gò Đậu    |  |

##### Vòng 8
| 19 tháng 1 năm 2000 | Tiền Giang  | 1–0      | Cần Thơ | Mỹ Tho, Tiền Giang       |  |
|                     | Văn Tèo 81' | Chi tiết |         | Sân vận động: Tiền Giang |  |

| 19 tháng 1 năm 2000 | Bình Dương | 0–2      | An Giang                     | Thủ Dầu Một, Bình Dương |  |
|                     |            | Chi tiết | Thanh Nhạn 30' · Tấn Lợi 77' | Sân vận động: Gò Đậu    |  |

| 19 tháng 1 năm 2000 | Quân khu 7 | 0–2      | Trà Vinh                     | Tân Bình, TP.HCM         |  |
|                     |            | Chi tiết | Huy Thành 15' · Anh Tuấn 75' | Sân vận động: Quân khu 7 |  |

| 19 tháng 1 năm 2000 | Bình Thuận | 0–0      | Đồng Nai | Phan Thiết, Bình Thuận   |  |
|                     |            | Chi tiết |          | Sân vận động: Bình Thuận |  |

| 26 tháng 2 năm 2000 | Hải Quan | – | Quân khu 9 | Quận 10, TP.HCM          |
|                     |          |   |            | Sân vận động: Thống Nhất |

##### Vòng 9
| 22 tháng 1 năm 2000 | Bình Dương                 | 2–2      | Cần Thơ                     | Thủ Dầu Một, Bình Dương |  |
|                     | Tấn Thông 25' · Văn Dũ 46' | Chi tiết | Anh Tuấn 31' · Minh Đức 70' | Sân vận động: Gò Đậu    |  |

| 23 tháng 1 năm 2000 | Tiền Giang                                                                        | 5–2      | Quân khu 9        | Mỹ Tho, Tiền Giang       |  |
|                     | Thế Thuận 10' · Văn Thoại 44' · Huy Cường 71' · Trường Giang 81' · Minh Phong 87' | Chi tiết | Thế Hùng 45', 72' | Sân vận động: Tiền Giang |  |

| 23 tháng 1 năm 2000 | Bình Thuận                     | 2–0      | Trà Vinh | Phan Thiết, Bình Thuận   |  |
|                     | Hữu Danh 60' · Thanh Phong 75' | Chi tiết |          | Sân vận động: Bình Thuận |  |

| 23 tháng 1 năm 2000 | Đồng Nai | 0–3      | Quân khu 7                                 | Biên Hòa, Đồng Nai     |  |
|                     |          | Chi tiết | Ngọc Tùng 13' · Văn An 31' · Thành Tài 52' | Sân vận động: Đồng Nai |  |

| 11 tháng 3 năm 2000 | An Giang | 0–0      | Hải Quan | Long Xuyên, An Giang   |  |
|                     |          | Chi tiết |          | Sân vận động: An Giang |  |

##### Vòng 10
| 18 tháng 6 năm 2000 | Bình Dương | 1–2      | Quân khu 7 | Thủ Dầu Một, Bình Dương |  |
|                     |            | Chi tiết |            | Sân vận động: Gò Đậu    |  |

| 18 tháng 6 năm 2000 | Hải Quan | 0–0      | Đồng Nai | Quận 10, TP.HCM          |  |
|                     |          | Chi tiết |          | Sân vận động: Thống Nhất |  |

| 18 tháng 6 năm 2000 | Tiền Giang | 2–0      | Bình Thuận | Mỹ Tho, Tiền Giang       |  |
|                     |            | Chi tiết |            | Sân vận động: Tiền Giang |  |

| 18 tháng 6 năm 2000 | An Giang | 1–0      | Trà Vinh | Long Xuyên, An Giang   |  |
|                     |          | Chi tiết |          | Sân vận động: An Giang |  |

| 18 tháng 6 năm 2000 | Quân khu 9 | 0–3      | Cần Thơ | Bình Thủy, Cần Thơ       |  |
|                     |            | Chi tiết |         | Sân vận động: Quân khu 9 |  |

##### Vòng 11
| 21 tháng 6 năm 2000 | Hải Quan | 1–0      | Bình Thuận | Quận 10, TP.HCM          |  |
|                     |          | Chi tiết |            | Sân vận động: Thống Nhất |  |

| 21 tháng 6 năm 2000 | Bình Dương | 1–3      | Đồng Nai | Thủ Dầu Một, Bình Dương |  |
|                     |            | Chi tiết |          | Sân vận động: Gò Đậu    |  |

| 21 tháng 6 năm 2000 | Quân khu 9 | 0–1      | Trà Vinh | Bình Thủy, Cần Thơ       |  |
|                     |            | Chi tiết |          | Sân vận động: Quân khu 9 |  |

| 21 tháng 6 năm 2000 | Cần Thơ | 0–0      | An Giang | Ninh Kiều, Cần Thơ    |  |
|                     |         | Chi tiết |          | Sân vận động: Cần Thơ |  |

| 21 tháng 6 năm 2000 | Tiền Giang | –        | Quân khu 7 | Mỹ Tho, Tiền Giang       |  |
|                     |            | Chi tiết |            | Sân vận động: Tiền Giang |  |

Ghi chú: Trận đấu ban đầu bị tạm hoãn do thời tiết xấu.

##### Vòng 12
| 25 tháng 6 năm 2000 | Hải Quan | 2–0      | Quân khu 7 | Quận 10, TP.HCM          |  |
|                     |          | Chi tiết |            | Sân vận động: Thống Nhất |  |

| 25 tháng 6 năm 2000 | Bình Dương | 3–1      | Bình Thuận | Thủ Dầu Một, Bình Dương |  |
|                     |            | Chi tiết |            | Sân vận động: Gò Đậu    |  |

| 25 tháng 6 năm 2000 | Tiền Giang | 1–1      | Đồng Nai | Mỹ Tho, Tiền Giang       |  |
|                     |            | Chi tiết |          | Sân vận động: Tiền Giang |  |

| 25 tháng 6 năm 2000 | Cần Thơ | 2–0      | Trà Vinh | Ninh Kiều, Cần Thơ    |  |
|                     |         | Chi tiết |          | Sân vận động: Cần Thơ |  |

| 25 tháng 6 năm 2000 | An Giang | 1–1      | Quân khu 9 | Long Xuyên, An Giang   |  |
|                     |          | Chi tiết |            | Sân vận động: An Giang |  |

##### Vòng 13
| 2 tháng 7 năm 2000 | Hải Quan | 1–1      | Bình Dương | Thủ Dầu Một, Bình Dương |  |
|                    |          | Chi tiết |            | Sân vận động: Gò Đậu    |  |

| 2 tháng 7 năm 2000 | Bình Thuận | 1–2      | An Giang | Phan Thiết, Bình Thuận   |  |
|                    |            | Chi tiết |          | Sân vận động: Bình Thuận |  |

| 2 tháng 7 năm 2000 | Đồng Nai | 2–1      | Cần Thơ | Biên Hòa, Đồng Nai     |  |
|                    |          | Chi tiết |         | Sân vận động: Đồng Nai |  |

| 2 tháng 7 năm 2000 | Quân khu 7 | 3–1      | Quân khu 9 | Bình Thủy, Cần Thơ       |  |
|                    |            | Chi tiết |            | Sân vận động: Quân khu 9 |  |

| 2 tháng 7 năm 2000 | Trà Vinh | 0–2      | Tiền Giang | Thị xã Trà Vinh, Trà Vinh |  |
|                    |          | Chi tiết |            | Sân vận động: Trà Vinh    |  |

##### Vòng 14
| 5 tháng 7 năm 2000 | Bình Thuận | – | Cần Thơ | Phan Thiết, Bình Thuận   |
|                    |            |   |         | Sân vận động: Bình Thuận |

| 5 tháng 7 năm 2000 | Đồng Nai | – | Quân khu 9 | Biên Hòa, Đồng Nai     |
|                    |          |   |            | Sân vận động: Đồng Nai |

| 5 tháng 7 năm 2000 | Quân khu 7 | – | An Giang | Tân Bình, TP.HCM         |
|                    |            |   |          | Sân vận động: Quân khu 7 |

| 5 tháng 7 năm 2000 | Bình Dương | – | Trà Vinh | Thủ Dầu Một, Bình Dương |
|                    |            |   |          | Sân vận động: Gò Đậu    |

| 5 tháng 7 năm 2000 | Tiền Giang | – | Hải Quan | Mỹ Tho, Tiền Giang       |
|                    |            |   |          | Sân vận động: Tiền Giang |

##### Vòng 15
| 9 tháng 7 năm 2000 | Bình Thuận | – | Quân khu 9 | Phan Thiết, Bình Thuận   |
|                    |            |   |            | Sân vận động: Bình Thuận |

| 9 tháng 7 năm 2000 | Đồng Nai | – | An Giang | Biên Hòa, Đồng Nai     |
|                    |          |   |          | Sân vận động: Đồng Nai |

| 9 tháng 7 năm 2000 | Quân khu 7 | – | Cần Thơ | Tân Bình, TP.HCM         |
|                    |            |   |         | Sân vận động: Quân khu 7 |

| 9 tháng 7 năm 2000 | Trà Vinh | – | Hải Quan | Thị xã Trà Vinh, Trà Vinh |
|                    |          |   |          | Sân vận động: Trà Vinh    |

| 9 tháng 7 năm 2000 | Tiền Giang | – | Bình Dương | Mỹ Tho, Tiền Giang       |
|                    |            |   |            | Sân vận động: Tiền Giang |

##### Vòng 16
| 16 tháng 7 năm 2000 | Quân khu 9 | 1–2      | Bình Dương | Bình Thủy, Cần Thơ       |  |
|                     |            | Chi tiết |            | Sân vận động: Quân khu 9 |  |

| 16 tháng 7 năm 2000 | An Giang | 3–1      | Tiền Giang | Long Xuyên, An Giang   |  |
|                     |          | Chi tiết |            | Sân vận động: An Giang |  |

| 16 tháng 7 năm 2000 | Cần Thơ | 0–1      | Hải Quan | Ninh Kiều, Cần Thơ    |  |
|                     |         | Chi tiết |          | Sân vận động: Cần Thơ |  |

| 16 tháng 7 năm 2000 | Trà Vinh | 2–1      | Đồng Nai | Thị xã Trà Vinh, Trà Vinh |  |
|                     |          | Chi tiết |          | Sân vận động: Trà Vinh    |  |

| 16 tháng 7 năm 2000 | Bình Thuận | 1–2      | Quân khu 7 | Phan Thiết, Bình Thuận   |  |
|                     |            | Chi tiết |            | Sân vận động: Bình Thuận |  |

##### Vòng 17
| 19 tháng 7 năm 2000 | Cần Thơ | – | Tiền Giang | Ninh Kiều, Cần Thơ    |
|                     |         |   |            | Sân vận động: Cần Thơ |

| 19 tháng 7 năm 2000 | Quân khu 9 | – | Hải Quan | Bình Thủy, Cần Thơ       |
|                     |            |   |          | Sân vận động: Quân khu 9 |

| 19 tháng 7 năm 2000 | An Giang | – | Bình Dương | Long Xuyên, An Giang   |
|                     |          |   |            | Sân vận động: An Giang |

| 19 tháng 7 năm 2000 | Trà Vinh | – | Quân khu 7 | Thị xã Trà Vinh, Trà Vinh |
|                     |          |   |            | Sân vận động: Trà Vinh    |

| 19 tháng 7 năm 2000 | Đồng Nai | – | Bình Thuận | Biên Hòa, Đồng Nai     |
|                     |          |   |            | Sân vận động: Đồng Nai |

##### Vòng 18
| 23 tháng 7 năm 2000 | Cần Thơ | – | Bình Dương | Ninh Kiều, Cần Thơ    |
|                     |         |   |            | Sân vận động: Cần Thơ |

| 23 tháng 7 năm 2000 | Quân khu 9 | – | Tiền Giang | Bình Thủy, Cần Thơ       |
|                     |            |   |            | Sân vận động: Quân khu 9 |

| 23 tháng 7 năm 2000 | Trà Vinh | – | Bình Thuận | Thị xã Trà Vinh, Trà Vinh |  |
|                     | }        |   |            | Sân vận động: Trà Vinh    |  |

| 23 tháng 7 năm 2000 | Quân khu 7 | – | Đồng Nai | Tân Bình, TP.HCM         |
|                     |            |   |          | Sân vận động: Quân khu 7 |

| 23 tháng 7 năm 2000 | Hải Quan | – | An Giang | Quận 10, TP.HCM          |
|                     |          |   |          | Sân vận động: Thống Nhất |

## Play-off
| Quân khu 7 | 1–0      | Đắk Lắk |
| ---------- | -------- | ------- |
|            | Chi tiết |         |

## Trận chung kết
| Hải Quan | 1–0      | Bình Định |
| -------- | -------- | --------- |
|          | Chi tiết |           |